# Rural Zombies
Rural Zombies est un groupe espagnol de pop rock, originaire de Guipuscoa, Zestoa. Le groupe a effectué de nombreux concerts dans des lieux comme Palencia Sonora et Sound City, BBK Live, Kutxa Kultur, et Jazzaldia. Il a aussi été couvert par plusieurs médias nationaux comme El País et Mondosonoro. Le groupe sort son premier album, BAT, en 2015.

## Discographie
- 2015 : Stones (auto-produit) (EP)
- 2015 : BAT (auto-produit)